# E. O. Wilson
Edward Osborne Wilson (10 tháng 6 năm 1929 – 26 tháng 12 năm 2021), thường được gọi là EO Wilson, là một nhà sinh vật học, nhà nghiên cứu, nhà lý thuyết, nhà tự nhiên học và tác giả người Mỹ. Lĩnh vực nghiên cứu sinh học của ông là khoa học tế bào học và nghiên cứu kiến, là lĩnh vực mà ông được công nhận là chuyên gia hàng đầu thế giới.
Wilson đã được gọi là "cha của xã hội học và "cha đẻ của đa dạng sinh học", thuyết vận động môi trường của ông, và các ý tưởng thế tục-nhân bản-nhân bản và thần luận liên quan đến các vấn đề tôn giáo và đạo đức. Trong số những đóng góp lớn nhất của ông cho thuyết sinh thái là lý thuyết về hòn đảo địa sinh học, trong đó ông đã phát triển trong sự hợp tác với các nhà sinh thái học toán học Robert MacArthur, đó là nền tảng của sự phát triển của thiết kế khu vực bảo tồn, cũng như các lý thuyết trung tính thống nhất của đa dạng sinh học của Stephen Hubbell.
Wilson là giáo sư tại Đại học Pellegrino chuyên nghiên cứu tại Sở Organismic và Sinh học tiến hóa tại Đại học Harvard, một giảng viên tại Đại học Duke, và là Ủy viên của Ủy ban Hoài nghi Inquiry. Ông là Nhà khoa học thuộc Học viện Chủ nghĩa Nhân văn Quốc tế. Ông là một người chiến thắng hai thời gian của Giải Pulitzer cho tác phẩm phi hư cấu nói chung (cho On Human Nature trong năm 1979, và The Ants trong năm 1991) và một giải sách bán chạy của tờ báo New York Times cho The Social Conquest of Earth, Letters to a Young Scientist, and The Meaning of Human Existence. Bên cạn đó ông còn là một nhà khoa học trẻ chuyên nghiên cứu về Ý nghĩa về sự tồn tại của con người.